# Cleisostoma rolfeanum
Cleisostoma rolfeanum är en orkidéart som först beskrevs av George King och Robert Pantling, och fick sitt nu gällande namn av Leslie Andrew Garay. Cleisostoma rolfeanum ingår i släktet Cleisostoma, och familjen orkidéer. Inga underarter finns listade i Catalogue of Life.